# Атанас Ковачев (духовник)
 Тази статия е за свещеника от Щип.  За дееца на ВМОРО от Белица вижте Атанас Ковачев (революционер).  
Атанас или Анастас Ковачев е български духовник от XIX век.

## Биография
Атанас Ковачев е роден в 1820 година в Щип, който тогава е в Османската империя. Свещеник е в Щип между 1857 година и 1861 година. Същевременно е и учител. Председател е на Щипската българска община. След Руско-турската война отново е свещеник.